# Michaël Borremans
Michaël Borremans (Geraardsbergen, 1963) is een Belgische kunstschilder die woont en werkt in Gent.

## Biografie
Michaël Borremans volgde een kunstopleiding aan de Hogeschool voor Kunst en Wetenschappen Sint-Lucas te Gent. Oorspronkelijk opgeleid als fotograaf, legt hij zich midden jaren negentig toe op het tekenen en schilderen. Hij maakt gebruik van oude foto's van personen en landschappen als inspiratiebron voor zijn werk dat met veel oog voor detail en perfecte uitvoering een vervreemdend karakter heeft. Hij was tot zijn late doorbraak lesgever aan het Stedelijk Secundair Kunstinstituut Gent. Het was collega-kunstschilder Jan Van Imschoot die zijn werk had gezien en overvloedig aankocht, en die hem via de Vereniging van het SMAK onrechtstreeks met Jan Hoet in contact bracht, waardoor Frank Demaegd van kunstgalerij Zeno X in Antwerpen de wereld opende voor zijn werk. Zijn schilderijen grijpen schildertechnisch ergens gedeeltelijk terug naar de periode in de schilder-kunstgeschiedenis
van de 18de eeuw. In een periode net voor de fotografie grotere invloed zou krijgen zoals in de Academische kunst, maar ook in het zeer persoonlijke werk van Édouard Manet en Degas. Zijn schilderijen zijn dan weer vooral in de Verenigde Staten erg populair. Zijn oudere tekeningen, waarvan een groot deel tot de Van Imschoot-collectie behoren, dienen dikwijls als basis voor zijn latere schilderijen.
Die onbekende werken werden bijzonder goed onthaald tijdens de tentoonstelling in het Gentse SMAK in 2007, waar ze bijzonder smaakvol werden gepresenteerd in de halfduister gemaakte ruimtes op de verdieping, waarvan de wanden voor de gelegenheid in een vuilgrijze kleur werden overschilderd. Het museum zelf werd zo als een installatie aangewend.

Voor de kunstenaar is de Spaanse hofschilder Diego Velázquez een groot voorbeeld.

## Tentoonstellingen en projecten
Zijn werk was in 2004 aanwezig op de Manifesta 5 in San Sebastian. Daarna tentoonstellingen in het Museum für Gegenwartskunst in Bazel, de Kunsthalle Bremerhaven, het Stedelijk Museum voor Actuele Kunst (SMAK) te Gent, het Cleveland Museum of Art, Ohio en The Royal Hibernian Academy, Gallagher Gallery in Dublin. 

In 2006 tentoonstellingen in het Museum of Contemporary Art KIASMA in Helsinki, in Berlijn (Biënnale van Berlijn) en in de David Zwirner Gallery in New York. In 2008 ontwierp hij de hoes van de plaat Vantage Point voor dEUS.
In het voorjaar van 2010 toont Borremans een selectie uit zijn werk en de film Weight in het Museum of Contemporary Art in Denver, USA. In datzelfde jaar ontwierp de kunstenaar een theaterkostuum voor een productie van Josse De Pauw, genoemd Over de bergen.
De kunstenaar maakte in 2010 een ensemble van schilderijen voor het koninklijk paleis te Brussel in opdracht van Koningin Paola. Desgevraagd zei hij daarover: Ik heb mij geïnspireerd op de traditie van de hofkunst. Eeuwenlang hebben kunstenaars werk in opdracht gemaakt voor grote paleizen. Het heeft iets sprookjesachtig dat dat nog steeds gebeurt. Deze opdracht illustreert ook het belang dat het Belgisch Koningshuis hecht aan de steun aan en de hedendaagse Belgische kunst zonder meer voor de Koninklijke Kunstverzameling.

De reeks werken verbeelden keurig in livrei gestoken lakeien maar in een ongewone situatie: de ene draagt zijn kledij achterstevoren, de andere snijdt zich in de vinger. De schilderijen zijn discreet opgehangen tussen de aanwezige vorstenportretten tegen de violet geschilderde wanden van het Salon van de Maarschalken in het koninklijk paleis. De zeer realistisch en gedetailleerde olieverfschilderijen verraden een hoog vakmanschap, boeien en bezitten een onwezenlijke verstilde sfeer. Naast deze reeks werken is er ook een video te zien, geplaatst tussen portretten van Saksen-Coburgers, waarin dezelfde lakei in livrei roerloos figureert.
Werk van Borremans bevindt zich in de collecties van onder meer het SMAK te Gent, The Museum of Contemporary Art te Los Angeles, het San Francisco Museum of Modern Art te San Francisco, het Museum of Fine Arts te Boston, het Museum of Modern Art te New York en het Art Institute of Chicago.
In het voorjaar van 2014 liep er een grote overzichtstentoonstelling van zijn werk in het Paleis voor Schone Kunsten in Brussel (België). Daarna was dezelfde tentoonstelling te zien zijn in het Museum of Art van Tel Aviv Israël en vervolgens in het Dallas Museum of Art.
In november 2014 bracht de kunstenaar het werk De maagd aan op de klokkentoren, naast de stadshal van Gent. Het kleine fresco met afmetingen 60 bij 70 cm is het eerste werk van Borremans in de publieke ruimte. Het werk is een schenking van de kunstenaar aan de stad Gent. Het stelt een jonge vrouw voor in een zwart kleed met een wit kraagje met uit haar ogen op de stadhal gerichte priemende stralen.

## Onderscheidingen
- 2011-2012 Vlaamse Cultuurprijs voor Beeldende Kunst